# Mengerskirchen
Mengerskirchen è un comune tedesco di 5 764 abitanti situato nel land dell'Assia.